# السياحة في الدنمارك

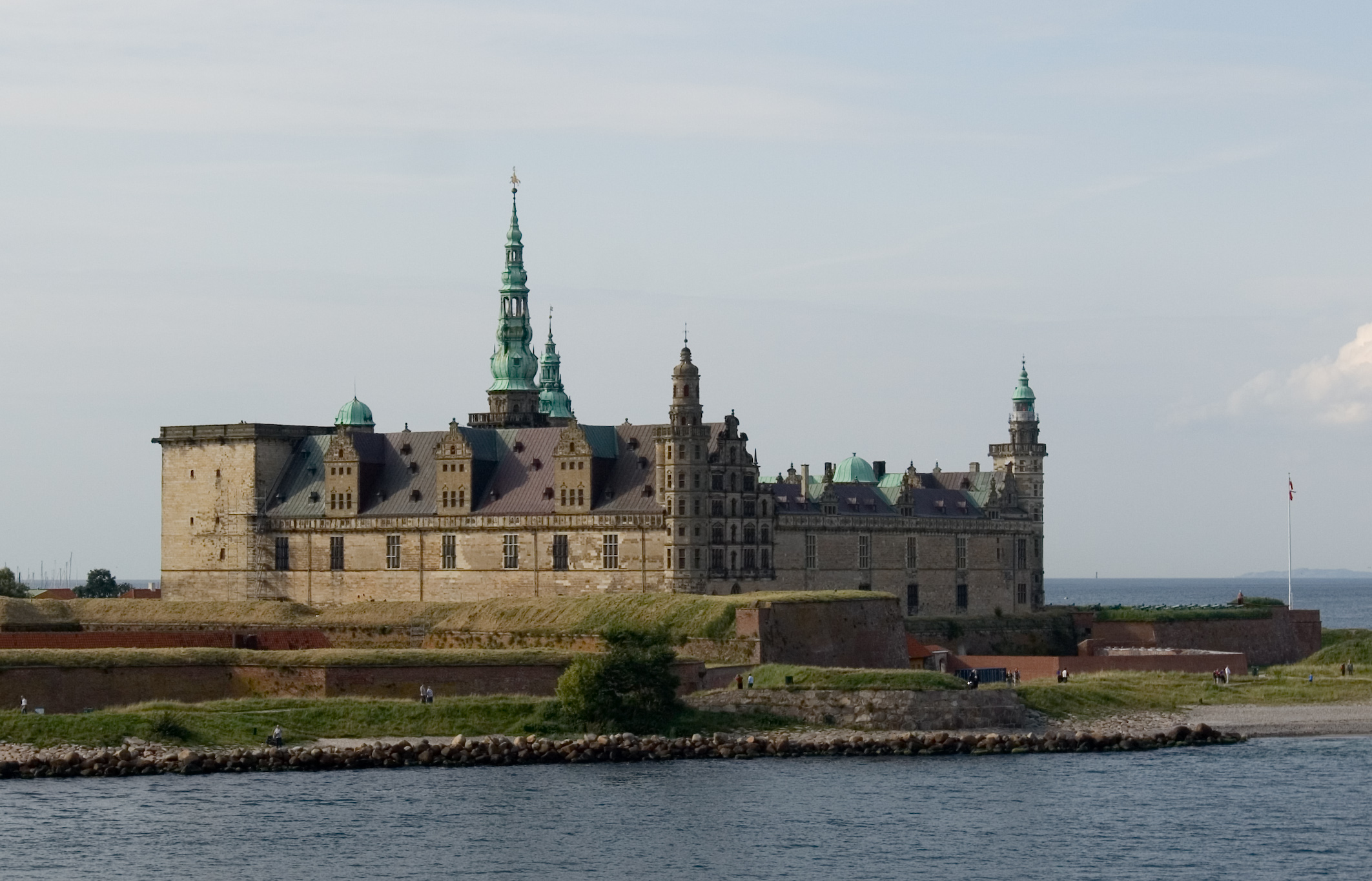
قلعة كرونبورغ في هيليسينكور

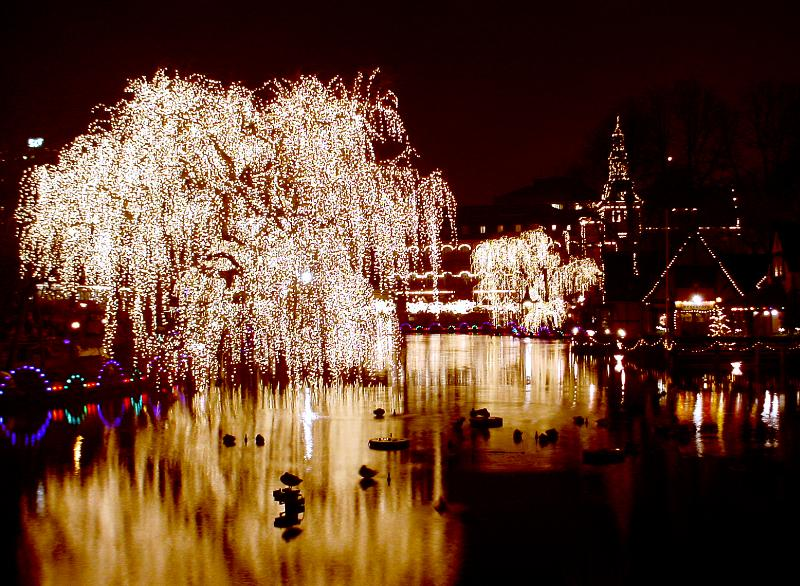
حدائق تيفولي

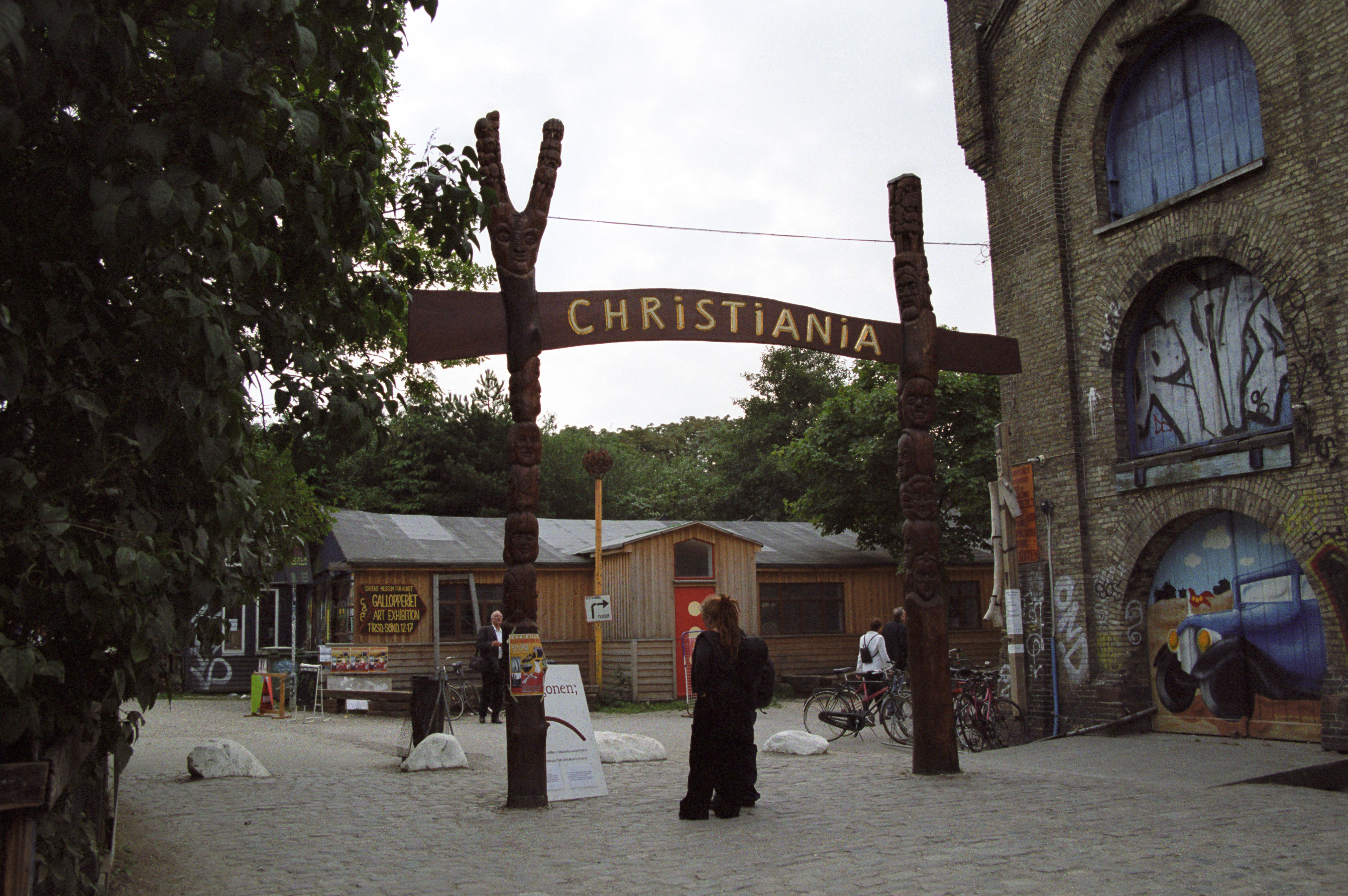
الدخول إلى كريستيانيا البلدة الحرة

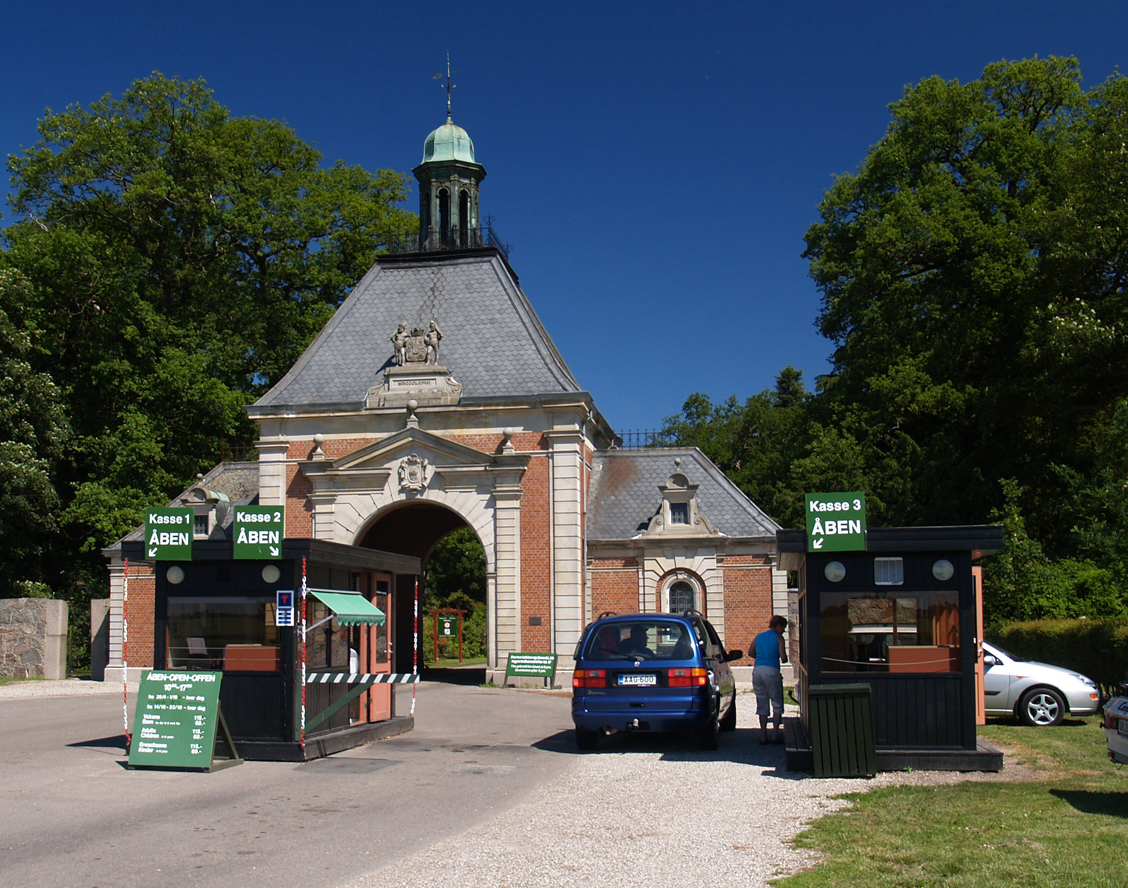
مدخل حديقة حيوان كوثنبورغ

السياحة في الدنمارك مُعظَم السواح الذين يزورون الدانمارك يأتون من البُلدان المُجاورة لها وخصوصاً من ألمانيا ثم تأتي بعدها السويد ثُمَ النرويج وثم هولندا، منظمة السياحة العالمية، رَصَدَت أن 8.7 مليون سائح زار الدنمارك في سنة 2010.
تمتلك الدانمارك شواطئ رملية تكون مملوئة بالسواح في أيام الصيف، السويديون و النرويجيون يأتون لزيارة كوبنهاغن عاصمة الدانمارك وذلك لأن الأسعار في الدانمارك أرخض وكذلك لِشُرب البيرة الدانماركية.
من المناطق السياحية في الدانمارك هي قلعة كرونبورغ في هيليسينكور وحدائق تيفولي وكريستيانيا البلدة الحرة وتمثال حورية البحر الصغيرة و مقر صحيفة برلنجسكه و جزيرة مون و متنزه لايسلوند و جزيرة فولستر و التي تتواجد بهِ الكَثير من البيوت الصيفية و متنزه سفاري كوثنبورغ والذي تتواجد فيهِ الكَثير من الحيوانات و مدلالديرسينتريت وهي طاحونة قديمة و جيو سنتر.